# Байджаев, Байрам
Байрам Байджаев — советский хозяйственный и государственный деятель, лауреат Государственной премии СССР за выдающиеся достижения в труде.

## Биография
Родился в 1939 году в селе Ата Салых. Член КПСС.
В 1957—1960 — обжигальщик кирпича Марыйского облстройтреста, в 1960—1991 годах — обжигальщик кирпича Мургабского райколхозсельстроя.
Депутат Верховного Совета Туркменской ССР 9-го созыва.
За досрочный ввод в действие объектов, большой личный вклад в улучшение качества строительных работ был в составе коллектива удостоен Государственной премии СССР за выдающиеся достижения в труде 1984 года.
Жил в Мургапском этрапе.

## Награды
- Орден Ленина (1981)
- Орден Трудового Красного Знамени (1971)